# Cena Cecila B. DeMilla

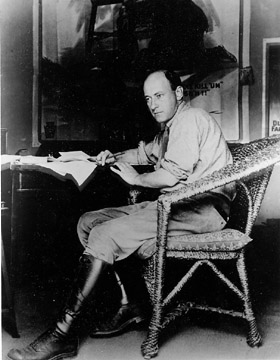
Cecil B. DeMille

Cena Cecila B. DeMilla (anglicky Cecil B. DeMille Award) se uděluje na ceremoniálu Zlatých glóbů každý rok Asociací zahraničních novinářů v Hollywoodu (anglicky The Hollywood Foreign Press Association, zkratka HFPA) za celoživotní přínos v oblasti filmu. Jméno získala po americkém producentovi a režisérovi Cecilu B. DeMillovi (1881–1959), který se zároveň stal jejím prvním držitelem. 

## Seznam držitelů ceny Cecila B. DeMilla
- 1952: Cecil B. DeMille (70)
- 1953: Walt Disney (51)
- 1954: Darryl F. Zanuck (51)
- 1955: Jean Hersholt (68)
- 1956: Jack L. Warner (63)
- 1957: Mervyn LeRoy (56)
- 1958: Buddy Adler (48)
- 1959: Maurice Chevalier (70)
- 1960: Bing Crosby (56)
- 1961: Fred Astaire (60)
- 1962: Judy Garlandová (39)
- 1963: Bob Hope (59)
- 1964: Joseph E. Levine (58)
- 1965: James Stewart (56)
- 1966: John Wayne (58)
- 1967: Charlton Heston (43)
- 1968: Kirk Douglas (51)
- 1969: Gregory Peck (52)
- 1970: Joan Crawfordová (65)
- 1971: Frank Sinatra (55)
- 1972: Alfred Hitchcock (72)
- 1973: Samuel Goldwyn (90)
- 1974: Bette Davis (65)
- 1975: Hal B. Wallis (76)
- 1976: cena neudělena
- 1977: Walter Mirisch (55)
- 1978: Red Skelton (64)
- 1979: Lucille Ballová (67)
- 1980: Henry Fonda (74)
- 1981: Gene Kelly (68)
- 1982: Sidney Poitier (54)
- 1983: Laurence Olivier (75)
- 1984: Paul Newman (59)
- 1985: Elizabeth Taylorová (52)
- 1986: Barbara Stanwycková (78)
- 1987: Anthony Quinn (71)
- 1988: Clint Eastwood (57)
- 1989: Doris Dayová (64)
- 1990: Audrey Hepburnová (60)
- 1991: Jack Lemmon (65)
- 1992: Robert Mitchum (74)
- 1993: Lauren Bacallová (68)
- 1994: Robert Redford (57)
- 1995: Sophia Lorenová (60)
- 1996: Sean Connery (65)
- 1997: Dustin Hoffman (59)
- 1998: Shirley MacLaine (63)
- 1999: Jack Nicholson (61)
- 2000: Barbra Streisandová (57)
- 2001: Al Pacino (60)
- 2002: Harrison Ford (59)
- 2003: Gene Hackman (72)
- 2004: Michael Douglas (59)
- 2005: Robin Williams (53)
- 2006: Anthony Hopkins (68)
- 2007: Warren Beatty (69)
- 2009: Steven Spielberg (62)[p 1][1]
- 2010: Martin Scorsese (67)
- 2011: Robert De Niro (67)
- 2012: Morgan Freeman (74)
- 2013: Jodie Fosterová (50)
- 2014: Woody Allen (77)[2]
- 2015: George Clooney (53)
- 2016: Denzel Washington (61)
- 2017: Meryl Streepová (67)
- 2018: Oprah Winfreyová (64)
- 2019: Jeff Bridges (69)
- 2020: Tom Hanks (64)
- 2021: Jane Fonda (83)
- 2022: cena neudělena
- 2023: Eddie Murphy (61)
- 2024: cena neudělena
- 2025: Viola Davis (59)

Poznámka: Rok před jménem umělce uvádí rok, ve kterém cenu obdržel. V závorce za ním je věk v době získání ocenění.